# Bundesstraße 287
Pour les articles homonymes, voir Route 287.
La Bundesstraße 287 est une Bundesstraße du Land de Bavière.

## Géographie
La B 287 commence à Hammelburg et mène par Bad Kissingen et Nüdlingen à l'A 71 près de Münnerstadt et crée une connexion entre la B 27 et l'A 71. Entre Hammelburg et Bad Kissingen, la route passe dans la vallée de la Saale franconienne.

## Source
- (de) Cet article est partiellement ou en totalité issu de l’article de Wikipédia en allemand intitulé « Bundesstraße 287 » (voir la liste des auteurs).